# Эксплораториум
Эксплораториум — интерактивный научный музей в Сан-Франциско, шт. Калифорния, США. Музей был основан физиком и преподавателем Фрэнком Оппенгеймером и открылся в 1969 году во Дворце изящных искусств, где располагался до 2 января 2013 года. 17 апреля 2013 года он вновь открылся на пирсах 15 и 17 на набережной Эмбаркадеро. Исторический интерьер пирса 15 незадолго до переезда отреставрировали и разделили на несколько выставок, в основном, по типу содержания: физики света и звука, человеческого поведения, живых систем, «жестяную» (включающую экспонаты по электричеству и магнетизму), открытую галерею и галерею «Причальной обсерватории», которая ориентирована на местную окружающую среду, погоду и ландшафт.

## История
Эксплораториум был основан Фрэнком Ф. Оппенгеймером, физиком-экспериментатором и университетским преподавателем. Фрэнк, работавший в годы войны в Манхэттенском проекте под руководством своего брата Роберта Оппенгеймера, был вынужден уйти с должности преподавателя Миннесотского университета в 1949 году по результатам расследования, проведённого Комиссии по расследованию антиамериканской деятельности. Ему было фактически запрещено занимать какие-либо академические должности в США, и Фрэнку с семьёй пришлось почти десятилетие заниматься разведением крупного рогатого скота на ранчо в Колорадо.
В это время Оппенгеймер начал заниматься научными проектами с учащимися местных школ и, в конце концов, стал учителем естествознания в средней школе Пагоса Спрингс. Полевые практики и эксперименты, которые он проводил со своими учениками, стали намётками для практических методов преподавания и обучения, которые он позже реализовал в Эксплораториуме.

## Оценка музея
- «Он остаётся наиболее значительным музеем науки, созданным с середины XX века, благодаря природе своих экспонатов, широкому влиянию и продуманной программе обучения учителей».[прим 1][4]
- «Он считается прототипом музеев участия (англ. participatory museum) во всём мире».[прим 2][5]
- «Зал игральных автоматов безумного учёного, арт-студия и экспериментальная лаборатория в одном флаконе».[прим 3][6]